# Андрицкий, Алоиз
Алоиз Андрицкий (нем. Alois Andritzki, в.-луж. Alojs Andricki, 2 июля 1914, Радибор, Германия — 3 февраля 1943, Дахау) — блаженный Католической церкви, священник, мученик. Первый лужичанин, прославленный Католической церковью. Беатифицирован 13 июня 2011 года в Дрездене.

## Биография
Алоиз Андрицкий родился в 1914 году в Радиборе (Лужица, Саксония) в семье серболужицкого учителя Яна Андрицкого и его жены Мадлены, урождённой Цыжец. Был племянником католического священника Миклауша Андрицкого. После окончания школы в Бауцене принял решение о том, что посвятит жизнь Церкви. С 1934 по 1937 год изучал теологию и философию в Университете Падерборна, затем обучался в семинарии Бауцена. В период своего студенчества возглавлял студенческую ассоциацию лужичан «Włada» и был главным редактором студенческой газеты лужицких сербов.
30 июля 1939 года Алоиз Андрицкий был рукоположен в священники в соборе Святого Петра в Бауцене, после рукоположения служил в Дрездене. В проповедях открыто критиковал нацистскую идеологию, за что подвергался преследованиям со стороны гестапо. В 1941 году арестован и отправлен в концлагерь Дахау, где существовали так называемые «бараки священников», через которые прошло более 2,5 тысяч католических священников, многие из которых были замучены. По воспоминаниям людей, выживших в концлагере, лагерное начальство обращалось с отцом Андрицким с особой жестокостью. В 1943 году священник был убит посредством смертельной инъекции.

## Прославление

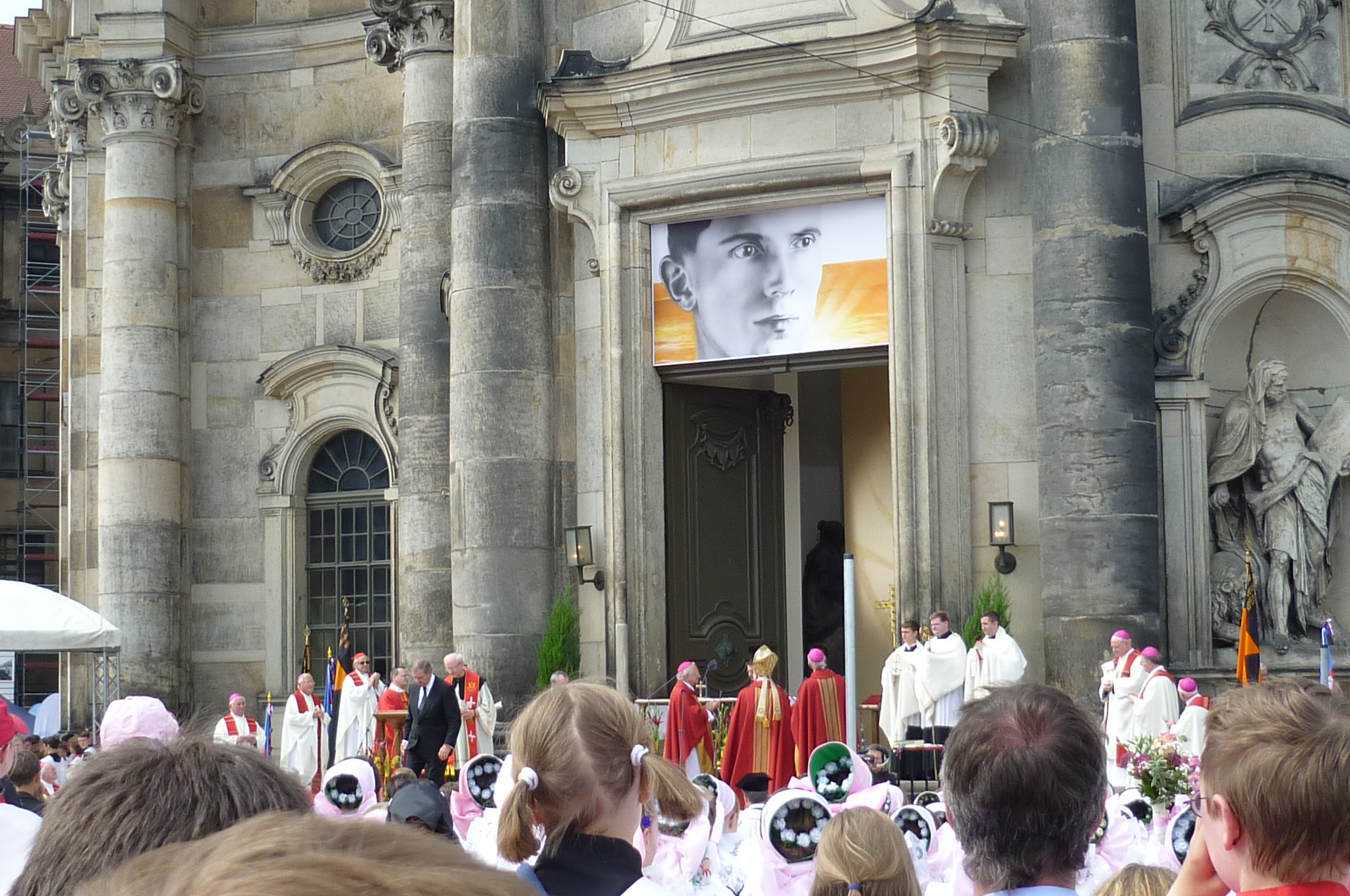
Беатификационная месса Алоиза Андрицкого в Дрездене

Алоиз Андрицкий был беатифицирован 13 июня 2011 года в ходе торжественной мессы на дрезденской площади перед кафедральным собором. Богослужение вёл префект Конгрегации по канонизации святых кардинал Анджело Амато. В мессе приняло участие несколько десятков тысяч человек, включая большое число лужицких сербов, в том числе премьер-министр земли Саксония Станислав Тиллих, лужицкий серб по национальности и католик по вероисповеданию. Станислав Тиллих читал в ходе мессы молитву верных на верхнелужицком языке.
Сослуживший кардиналу Амато епископ Дрездена-Майссена Иоахим Райнельт в своей проповеди подчеркнул, что новопрославленный «в нечеловеческих условиях стремился утешить своих ближних, внушить им мужество и надежду».
В ходе богослужения праздника Пятидесятницы Папа Бенедикт XVI назвал о. Андрицкого «героическим свидетелем веры, ещё одним в ряду тех, кто отдал жизнь в концлагерях за имя Христово».